# Гозек
Гозек (нем. Goseck) — община в Германии, в земле Саксония-Анхальт. 
Входит в состав района Вайсенфельс. Подчиняется управлению Залеталь.  Население составляет 1059 человек (на 31 декабря 2010 года). Занимает площадь 14,57 км².
Коммуна подразделяется на 2 сельских округа. 
Здесь находится Гозекский круг — неолитическое сооружение.